# Вескона Кјеза (Сијена)
Вескона Кјеза је насеље у Италији у округу Сијена, региону Тоскана.
Према процени из 2011. у насељу је живело 47 становника. Насеље се налази на надморској висини од 358 м.